# Església nova de Delft
L'església nova de Delft (en neerlandès Nieuwe Kerk) és una església gòtica de Delft, als Països Baixos. L'església que es va aixecar al mercat era la segona església parroquial i per això porta aquest nom. Al principi, l'església consistia en un edifici provisional de fusta, entorn del qual es va construir la basílica com la coneixem ara. L'església de fusta, que va romandre fins al 1420, va ser consagrada a Maria. Durant la construcció de la basílica de pedra, santa Úrsula de Colònia va esdevenir la segona santa patrona de la Nieuwe Kerk.

## Història

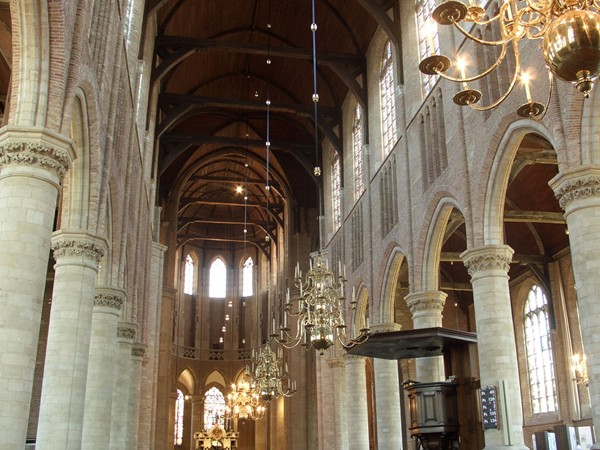
Nau central

El disseny de la basílica cruciforme del gòtic flamíger, que es va edificar a partir de 1396 al mercat, respon a les regles exactes i dictades pel simbolisme. El plànol en forma de creu refereix a Crist, les dotze columnes del cor als dotze apòstols, els quatre pilars del creuer representen els quatre evangelistes i la setze columnes a la nau central representen els setze profetes. La construcció es va realitzar literalment al voltant de l'església provisional de fusta. L'estranya inclinació de les parets del creuer est, s'atribueix a un petit error de càlcul. Els fonaments es van apropar més a l'església de fusta del que s'havia previst. A l'interior hi ha un mausoleu dedicat a Guillem I d'Orange-Nassau.
El 1584, Guillem I d'Orange-Nassau va ser sepultat aquí en un mausoleu dissenyat per Hendrick i Pieter de Keyser. Des de llavors, els membres de la Casa d'Orange-Nassau han estat enterrats a la cripta reial. Els últims en ser enterrats han estat la reina Juliana i el seu marit, el príncep Bernhard, el 2004. La cripta privada de la família reial no està oberta al públic. La torre de l'església, amb la recreació més recent de l'agulla que va ser dissenyada per Pierre Cuypers i acabada el 1872, és la segona més alta dels Països Baixos, després del Domtoren d'Utrecht.